# Aeropuerto de Port-de-Paix
El Aeropuerto de Port-de-Paix (en francés: 'Aéroport de Port-de-Paix') (IATA: PAX, ICAO: MTPX) es el tercer aeropuerto en tráfico de pasajeros de Haití. Está situado próximo a la ciudad del mismo nombre, Port-de-Paix en la costa norte del país.
El aeropuerto sirve rutas y vuelos chárter con Puerto Príncipe. 

## Aerolíneas de pasajeros
- Sunrise Airways (Puerto Príncipe, Cabo Haitiano, Les Cayes, Jeremy)
- Tortug' Air (Puerto Príncipe, Cabo Haitiano)